# Camp d'Esports (Lleida)
El Camp d'Esports és un barri de Lleida, a Catalunya, situat al nord-oest de la ciutat. L'any 2018 tenia 4.426 habitants.
El nom li ve donat per albergar el Camp d'Esports de Lleida, antigues instal·lacions esportives entre les quals destaca l'estadi de futbol de l'antiga Unió Esportiva Lleida, actual Lleida Esportiu. Podem trobar al barri l'Hospital de Santa Maria i la seu de la Regió Policial de Ponent, així com part de l'espai comercial Zona Alta de la ciutat i un dels dos mercats setmanals de Lleida, el del dijous.